# White Lies (téléfilm)
Pour les articles homonymes, voir White Lies.
Pour plus de détails, voir Fiche technique et Distribution.
White Lies est un téléfilm canadien de Kari Skogland diffusé le 29 mars 1998.

## Synopsis
Une jeune étudiante, Catherine (Sarah Polley) se retrouve embrigadée dans un groupuscule néo-nazi par amitié pour son amie Erina (Tanya Allen), le NIM (National Identity Movement, mouvement pour l'identité nationale). Le racisme et la violence gratuite pratiquée par ces fanatiques déstabilisent cependant Catherine et Erina. Jusqu'au jour où cette dernière, écœurée par la violence aveugle du groupe, décide de quitter le NIM. La jeune femme, moralement fragile depuis la mort de son père, finit par se suicider, ce qui a pour conséquence d'ouvrir les yeux de Catherine. Elle quitte elle aussi le groupe, renie le racisme et reprend sa vie en main. En abandonnant le NIM et son idéologie, la jeune femme reprend peu à peu goût à la vie.

## Distribution
- Sarah Polley : Catherine Chapman
- Tanya Allen : Erina Baxter
- Jonathan Scarfe : Ian McKee
- Lynn Redgrave : Inga Kolneder
- Joseph Kell : Rex Brennan
- Albert Schultz : Alan Green
- Regan Moore : Wayne
- Danny Smith : Khaki Kid
- Mark Terene : professeur
- Michelle St. John : journaliste télévisée #1
- Peter Cookson : skinhead #1
- Carley Chapdelaine : skinhead #2
- Cassel Miles : Bill
- Tara Rosling : Karen
- Michael Dyson : agent de sécurité
- Gil Garratt : Scruffy Student
- Scott Henderson : Punk
- Doug Murray : journaliste télévisé #2
- Michael Kinney : Black Journalist
- Matt Richardson : Swastika Head
- Demore Barnes : activiste noir
- Jim Codrington : policier noir
- Stan Coles : mari
- Judy Sinclair : femme
- James Warren : East Coaster
- Bruce Beaton : Militia Man
- Michael Proudfoot : producteur
- Dorothy Bennie : Moderator
- Alan Rosenthal : client
- Paulino Nunes : policier
- Camille James : étudiant reporter
- Ian Heath : anti-raciste
- Nicholas Rice : vieux reporter
- Ranjot Khaneja : fils de Tal
- Toby Proctor : Chip
- Drew Coombs : Tom
- Joe Roncetti : Mike
- Rob Stefaniuk : Trev
- Mark Huisman : Brydon
- Brenda Bazinet : Ella
- Michael Eric : Earl
- Aileen Lee : Alice
- William Colgate : Rev. Hunter
- Indiana Jagait : Tal
- Jerry Filice : rédempteur #1
- Doug Grozelle : rédempteur #2
- Tyler Sumak : rédempteur #3
- Mike Fontaine : rédempteur #3

## Fiche technique
- Titre original : White Lies
- Titre français : White Lies
- Réalisation : Kari Skogland
- Scénario : Dennis Foon (en)
- Direction artistique : Catherine Basaraba
- Décors : Ane Christensen
- Costumes : Alisa Krost
- Photographie : Barry Stone
- Son : ingénieur du son
- Montage : Alison Grace
- Musique : Fred Mollin
- Production : Phil Savath
- Pays d'origine :  Canada
- Langue originale : anglais
- Format : couleur
- Genre : Drame
- Dates de diffusion : Canada : 29 mars 1998